# Sacrosanct
Sacrosanct is een thrashmetalband uit Nederland die in 1988 werd opgericht door twee voormalige leden van Pestilence. Sacrosanct bracht drie albums uit en werd in 1994 opgeheven. In 2017 heeft Randy Meinhard de band heropgericht, in 2018 verscheen een nieuw album.

## Biografie

### Ontstaan enThe Die Is Cast(1988-1989)
Een paar maanden na de uitgave van het debuutalbum Malleus Maleficarum van de Nederlandse deathmetalband Pestilence verliet de Duitse gitarist Randy Meinhard de band om Sacrosanct op te richten. De drummer van Pestilence, Marco Foddis, volgde Meinhard daarbij. Binnen enkele weken werd de band aangevuld met zanger Michael 'Mike' Lucarelli, gitarist Michael Cerrone en bassist Remco Nijkamp. Ronny Scholten ging achter het drumstel zitten en verving Foddis, die weer was teruggekeerd naar Pestilence.
De band kwam met The Die Is Cast, zijn eerste en enige uitgegeven demo en kon daarmee een contract voor één album tekenen met het platenlabel No Remorse Records.

### Truth is - What Is(1990)
Het debuutalbum Truth Is - What Is werd geproduceerd door Charly Rinne en Stefan Josefus in de studio Franz K. te Witten in Duitsland. De muziek wordt gekenmerkt door technisch geavanceerde thrash en wordt omschreven als techno thrash metal. Het album kon een breder publiek niet bereiken. No Remorse Records had financiële problemen, waardoor er weinig reclame voor de band werd gemaakt. Sacrosanct was daardoor ook niet in staat om de gewenste liveoptredens te doen. Het label ging uiteindelijk ook failliet. Deze tegenslag leidde tot het vertrek van Cerrone en Nijkamp tegen het einde van de zomer. De twee startten de band Imperium met Rob Cerrone (ex-Thorny Rose), André Vuurboom en Patrick Gerritzen (beiden ex-Pharaoh). Later dat jaar zou ook Scholten de band verlaten en pas weer opduiken in de band Genetic Wisdom.
Meinhard en Lucarelli haalden gitarist Gerrit Knol en de Duitse bassist Christian 'Chuck' Colli (ex-Asphyx en ex-Thorny Rose) aan boord. Bij een optreden van de metalcoverband Pharaoh hoorde Colli de zestienjarige Haico van Attikum drummen, de vervanger van Patrick Gerritzen. Colli vroeg Van Atticum meteen om bij Sacrosanct de plek van Scholten in te nemen, waarmee de band weer compleet was. Bij hetzelfde optreden speelden ook Collin en Michael Kock. Zij werden twee jaar later lid van Sacrosanct.

### Recesses for the Depraved(1991)
Met deze nieuwe bezetting werd een promotiedemo opgenomen in een poging een nieuw platencontract binnen te halen. Als gevolg van de 'kleine lettertjes' in het contract met de opnamestudio zouden deze twee nummers nooit officieel op een album verschijnen. Met deze onuitgegeven demo werd de band voor twee albums gecontracteerd door het Duitse platenlabel 1MF Recordz. De band kreeg 21 dagen in de Dust Music Studio te Hilchenbach om het vervolgalbum Recesses for the Depraved op te nemen en te mixen.
Hoewel de cover van het album wordt gesierd met het kunstwerk Das Spiegelbild van H.R. Giger en het nieuwe label de aandacht op het album wist te vestigen, werd er commercieel niet veel vooruitgang geboekt.
In januari en februari 1992 toerde Sacrosanct samen met Invocator door Europa in het voorprogramma van Dark Angel.

### Tragic Intenseen opheffing (1992-1994)
De opnamen van het derde album stonden gepland voor de zomer van 1992, maar in de voorproductie werd duidelijk dat Lucarelli's zang niet meer paste bij de veranderde muziek. Na beraadslaging met 1MF Recordz besloot de band dat Sacrosanct verder moest gaan zonder Lucarelli. Deze zou later weer te horen zijn in Genetic Wisdom (met op drums Ronnie Scholten, die de band eerder verliet).
Twee weken voor de geplande opnamen van het derde album riep Sacrosanct de hulp in van een oude vriend van de band, Collin Kock, om de zangpartij te verzorgen. De opnamen werden uitgesteld en de nieuwe zanger werd hiervoor ingewerkt. Na drie weken verliet Gerrit Knol plotseling de band; hij sloot zich aan bij zijn vriend Lucarelli in Genetic Wisdom. Gitarist Michael Kock, de broer van Collin, die gezamenlijk met Van Attikum speelden in Pharaoh, bood aan de band te helpen bij het schrijven van het nog ontbrekende nieuwe materiaal, het opnemen van het album en het verzorgen van liveoptredens, zolang dat nodig is. Zijn werk werd echter zo gewaardeerd, dat hij al na twee weken werd geaccepteerd als vast lid van de groep. Om de nieuwkomers wat ervaring in de studio te geven, nam de band het nummer 'Shining Through' op, dat in oktober 1992 zou verschijnen op de compilatie-cd Stop War Campaign. De winst uit de verkoop van die cd werd gedoneerd aan de slachtoffers van de Joegoslavische oorlogen.
De band nam zijn tijd om het materiaal te repeteren, het bestaande nieuwe materiaal te verbeteren en voor het derde album drie nieuwe nummers te schrijven. De opnamen werden herhaaldelijk uitgesteld, maar in februari 1993 ging de band de Dust Music Studio in om in achttien dagen het nieuwe album op te nemen en te mixen. Door enkele vocale problemen, gebrek aan studiocapaciteit en gebrek aan steun van het label werd de uitgave nog eens een maand uitgesteld.
Op 24 mei 1993 werd Sacrosancts derde album Tragic Intense uitgegeven. De muziek is melodieuzer en sferischer dan op het debuutalbum. De thrash-gedeelten zijn vrijwel geheel verdwenen en een duister geluid heeft de overhand. De intensieve, cleane zang van Collin Kock domineert op het album. In het tijdschrift Iron Pages (4/93) merkt Randy Meinhard op dat de sombere sfeer van het album exact is "wat we wilde bereiken. (...) Het moet eenvoudig somber". Markus Wosgien omschrijft in hetzelfde nummer van Iron Pages de muziek van Tragic Intense als een mix van thrash-, doom- en powermetal, en noemt het album een "mijlpaal in deze categorie".
Het openingsnummer van het album, At Least Pain Lasts, is een gezongen afscheidsbrief van een zelfmoordenaar. Na het derde album volgden er geen verdere uitgaven meer. In de loop van 1993 schreef de band nog wel wat nieuw werk, maar daarna viel de groep langzaam uiteen. De band werd in 1994 definitief opgeheven.

### Heruitgaven
Met de komst van het internet en muziekuitwisseldiensten herleeft ook weer de belangstelling voor de muziek van Sacrosanct en meerdere labels tonen belangstelling voor een heruitgave van de muziek. In 2016 gingen Randy Meinhard en Collin en Michael Kock een voorlopige samenwerking aan met het kleine Nederlandse platenlabel Vic Records en het Amerikaanse Stormspell Records om een heruitgave te verzorgen van de drie albums en de twee demo's. Ook schreven de drie een volledig nieuwe track.

### Heroprichting enNecropolis(2017-heden)
In 2017 heeft Randy Meinhard met 4 nieuwe muzikanten de band Sacrosanct weer nieuw leven in geblazen. Naast Randy Meinhard (Gitaar) hebben we Christian Göwert op gitaar, Kees Harrison op Basgitaar, Meik Strodtmann op drums en de zang is voor rekening van Richard F. Hesselink. In deze bezetting bracht men op 30 November 2018 het album Necropolis uit. Hoewel het album muzikaal en technisch erg goed in elkaar zit, lijkt het toch weinig overeenkomsten te vertonen met het geluid dat Sacrosanct in het verleden had. De progressieve kant van de muziek is nagenoeg verdwenen. Het album is uitgegeven door het ROAR! (Rock Of Angels Records) en van de track Only One God (met een sterk aan Metallica doen denkende sound en zang) is door het label een officiële tekst video gepubliceerd en van het nummer My Last White Light is een videoclip uitgegeven. Beiden zijn te vinden via YouTube.
Waarschijnlijk is de zelfmoordpoging van het personage uit het nummer At Least Pain Lasts mislukt want op het nieuwe album vinden we een vervolg in de track The Pain Still Lasts.

## Discografie
- The Die Is Cast (1989, demo)
- Truth Is - What Is (1990, album)
- Unnamed (1991, niet uitgegeven promo-demo)
- Recesses for the Depraved (1991, album)
- Stop War Campaign - This Stuff's 2 Loud 4 U (1993, sampler)
- Tragic Intense (1993, album)
- Necropolis (2018, album)